# Rabai
Rabai, también Rabai Mpya, es un lugar histórico en el distrito de Kilifi en la Provincia Costera de Kenia, a unos 12 kilómetros al noroeste de la ciudad de Mombasa. Es el primer lugar en Kenia, donde los misioneros de la Sociedad Misionera de la Iglesia, CMS, estableció una misión cristiana.
Johann Ludwig Krapf llegó a Rabai en 1844 con Rosine su esposa embarazada, con quien se había casado en Egipto. Poco después, el 9 de junio de 1844, su esposa murió de malaria. En el momento de su muerte, Krapf  también estaba enfermo y su bebé recién nacido murió 3 días después. Fueron enterrados en Rabai. En 1846 Krapf junto con Johannes Rebmann establece una misión en Rabai. El doctor Krapf aprendió las lenguas locales y tradujo la Biblia al idioma suajili. El pueblo de Rabai se conocen como Rabai (Warabai en suajili ) y su idioma es también conocido como Rabai (kirabai en suajili). Se trata de una de las nueve tribus conocidas como Mijikenda.
El Museo Krapf también conocido como el Museo Rabai fue fundada en memoria de Krapf y su trabajo en el área. El festival Rabai es un evento anual celebrado en noviembre para celebrar la historia, la vida y la cultura de Rabai y su pequeña ciudad.